# كباب لولا
لولا كباب ( (بالأرمنية: լուլա քյաբաբ)‏، (بالأذرية: lülə kabab)‏ بالتركيةːLüle kebabı) نوع من الكباب المطبوخ على أسياخ. وهي مصنوعة من اللحم المفروم. وهو طبق شائع في أرمينيا والمطبخ الأرميني   وايضا في مجتمع الأذربيجانيين،   ومأكولات أخرى في بلدان جنوب القوقاز والشرق الأوسط وآسيا الوسطى .

## المكونات
- لحم الغنم (أو لحم الغنم ولحم البقر المفروم بنسبة متساوية)
- بصلة
- دهن ذيل الأغنام
- ملح
- الفلفل
- سماق (اختياري)
- خبز لافاش (اختياري)

## التحضير

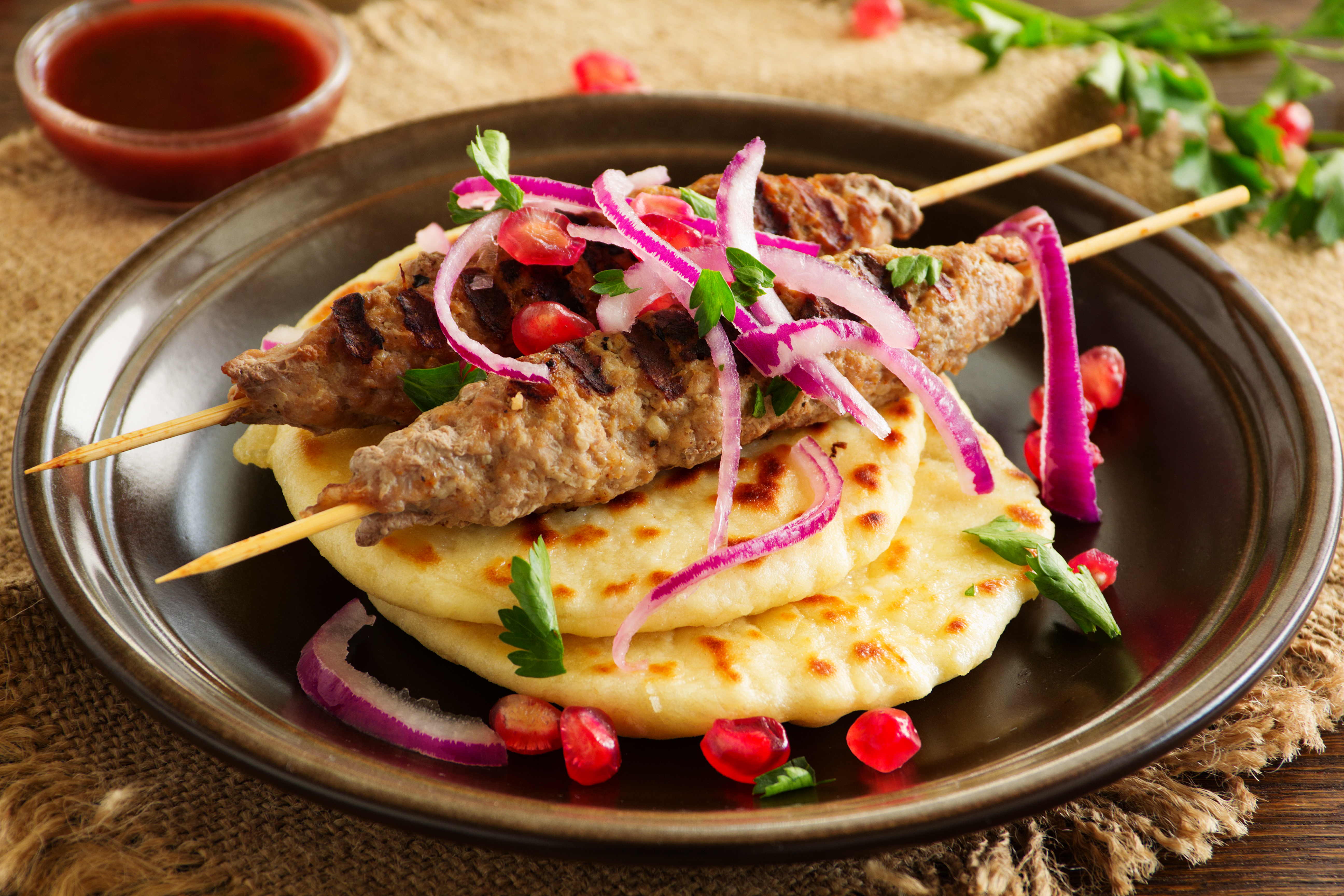
لولا كباب

يُطحن الجزء الطري من لحم الغنم مع البصل باستخدام المفرمة ويخلط مع الفلفل والملح. يجب أن يحتوي كل 1 كيلو جرام من اللحم المفروم على 400 جرام من البصل. يتم اتباع هذه النسبة لجعلها تبقى ثابته على السيخ. يخلط اللحم المهروس جيداً ويحفظ في مكان بارد لمدة ساعة.  بعد ذلك يُستخرج اللحم المفروم من الثلاجة ويخلط جيدًا. يتم لف اللحم المفروم حول السيخ.  يصبح اللحم المفروم طويلًا قليلاً على سيخ عريض قليلاً. ثم يتم شويها او قليها على الفحم المشوي يسمى منقل الشوي . ينضج لمدة 10-15 دقيقة.  يقدم الكباب بين خبز لافاش. ويتم نثر السماق عليها بحسب الرغبة.

## أنظر أيضا
- كباب
- أضنة كباب
- شيش كوفتة
- قائمة الكباب